# Химна Финске
Наша земља (фин. Maamme, швед. Vårt land) је финска химна; усвојена је 1848. године.
Пева се прва и последња строфа, обично прва строфа на финском па на шведском, затим последња строфа на финском.